# .dm
.dm ist die länderspezifische Top-Level-Domain (ccTLD) von Dominica. Sie wurde am 3. September 1991 bei der IANA registriert.

## Eigenschaften
Die zentrale Registrierungsstelle für alle Domains unterhalb der Top-Level-Domain .dm und damit verantwortlich für den Betrieb der Domain ist die Firma DotDM. Bis zum 2. Februar 2001 wurde die Domain von der Universität von Puerto Rico verwaltet. Mittlerweile verwaltet die DotDM Corporation die Domain, welche wiederum Anfang 2012 den Betrieb der ccTLD an eine Tochtergesellschaft der in St. Ingbert ansässigen Key-Systems vergeben hat. Damit verbunden war der Übergang der Top-Level-Domain auf ein neues technisches System, der einer schnelleren Bearbeitungen von Registrierungen führen sollte.
Die Registrierungsstelle vergibt Domains an jedermann. Einige Second-Level-Domains sind beschränkt auf eine spezielle Nutzergruppe (.edu.dm und .gov.dm). Der WHOIS Dienst gibt keine persönlichen Informationen über den Domaininhaber aus, so dass diese faktisch anonym bleiben. Allerdings ist .dm aufgrund hoher Registrierungsgebühren international nicht sehr populär.